# Jardin Nelson Mandela
Der Jardin Nelson Mandela (früher Jardin des Halles) ist eine Grünanlage von ungefähr 4 ha im 1. Arrondissement von Paris.

## Lage
Der Jardin Nelson Mandela wurde in den 1980er Jahren auf dem Gelände der ehemaligen Pariser Markthallen angelegt und befindet sich somit eigentlich auf dem Dach des Forum des Halles, ein Einkaufszentrum. Er besteht aus Rasenflächen, Baum- und Heckenanpflanzungen. In der Anlage gibt es einen Kinderspielplatz und freie Plätze. Gegenüber dem Hallen- und Metroeingang (Rue Pierre Lescot) befindet sich die Börse und im Norden grüßen die Türme der Église Saint-Eustache.

## Namensursprung
Als am 5. Dezember 2013 Nelson Mandela starb, regte der damalige Bürgermeister von Paris, Bertrand Delanoë, an, den Jardin des Halles in Jardin Nelson Mandela umzubenennen. Sein Vorschlag wurde vom Conseil de Paris angenommen. Die offizielle Einweihung fand am 19. Dezember 2013 statt.

## Geschichte
Der Garten nimmt ein Teilgebiet der ehemaligen Halles de Paris ein. Sie wurden 1973 abgerissen und nach Rangis verlegt. Auf einem Teil des Platzes wurde 1986–1988 nach den Plänen des Architekten Louis Arretche ein Garten angelegt. Mit der Neugestaltung des Forum (2010–2018) erhielt auch der Garten eine neue Anlage.

### Besonderheit
Der Garten liegt praktisch auf dem Dach einer unterirdischen Anlage: Forum des Halles, Straßen unter dem Forum des Halles, Bahnhof Châtelet - Les Halles; dazu die Einrichtungen für Zugang und die Belüftung der Einrichtungen. Die Anlage ist durch Alleen aufgelockert: Allée Jules-Supervielle, ein Weg gesäumt von Linden und Rosskastanie; Allée Saint-John-Perse mit Brunnen und kleinen Teiche. Andere Einrichtungen erinnern an die ehemaligen Halles de Paris.

### Anmerkung
1. ↑  Sie werden ausführlich im Roman Der Bauch von Paris von Émile Zola beschrieben